# Physothorax russelli
Physothorax russelli är en stekelart som beskrevs av Crawford 1910. Physothorax russelli ingår i släktet Physothorax och familjen gallglanssteklar. Inga underarter finns listade i Catalogue of Life.